# Eberlanzia micrantha
Eberlanzia micrantha là một loài thực vật có hoa trong họ Phiên hạnh. Loài này được (A.Berger) Schwantes mô tả khoa học đầu tiên năm 1926.